# Ascovaginospora stellipala
Ascovaginospora stellipala är en svampart som beskrevs av Fallah, Shearer & W.D. Chen 1997. Ascovaginospora stellipala ingår i släktet Ascovaginospora och familjen Hyponectriaceae.   Inga underarter finns listade i Catalogue of Life.